# Rickenbach SZ
| SZ ist das Kürzel für den Kanton Schwyz in der Schweiz. Es wird verwendet, um Verwechslungen mit anderen Einträgen des Namens Rickenbach zu vermeiden. |

Rickenbach bei Schwyz ist eine Ortschaft innerhalb der politischen Gemeinde Schwyz, Kantonshauptort des gleichnamigen Schweizer Kantons.

## Geographie

Historisches Luftbild von Werner Friedli von 1968

Rickenbach liegt nordöstlich von Schwyz. Der Weiler «Perfiden» liegt südöstlich von Rickenbach.

## Veranstaltungen
Bekannt wurde es durch das Lehrerseminar Rickenbach, welches 2006 seine Pforten schloss.
Der Lehrbetrieb wurde durch die Pädagogische Hochschule Schwyz in Goldau übernommen.
Der Verein der Ehemaligen des Lehrerseminars Rickenbach wurde 1941 gegründet.

## Verkehr
Rickenbach ist per AAGS-Buslinie erschlossen und liegt an der Strasse zur Ibergeregg.

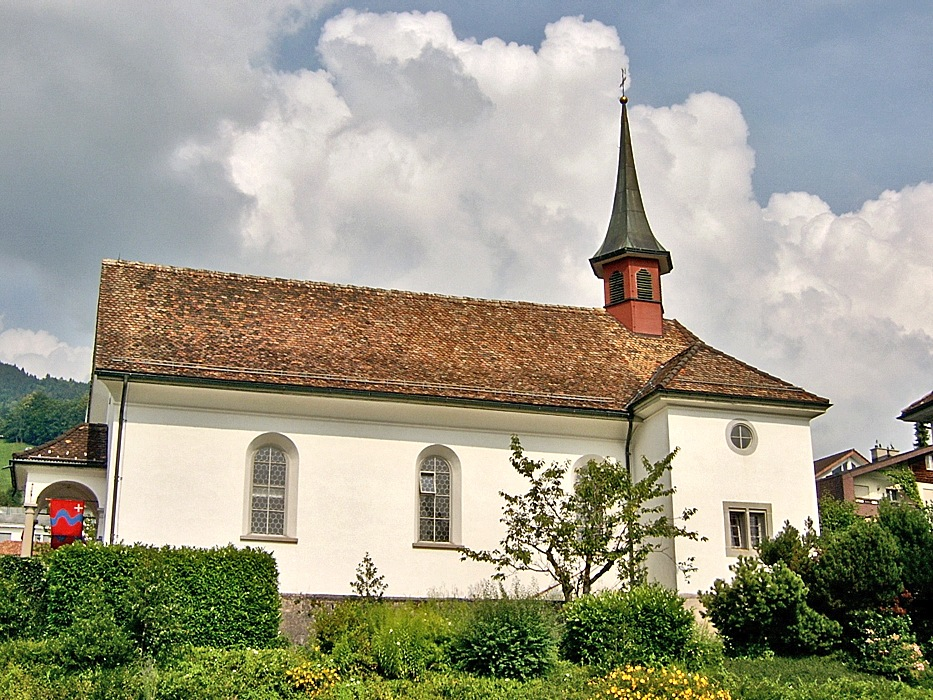
Kapelle St. Magdalena, Rickenbach